# Gibles
Gibles est une commune française située dans le département de Saône-et-Loire, en région Bourgogne-Franche-Comté.
La commune fait partie du Charolais-Brionnais.
Le paysage, bocager et vallonné, y est très verdoyant puisque essentiellement destiné à l’élevage de la race bovine charolaise.

### Communes limitrophes

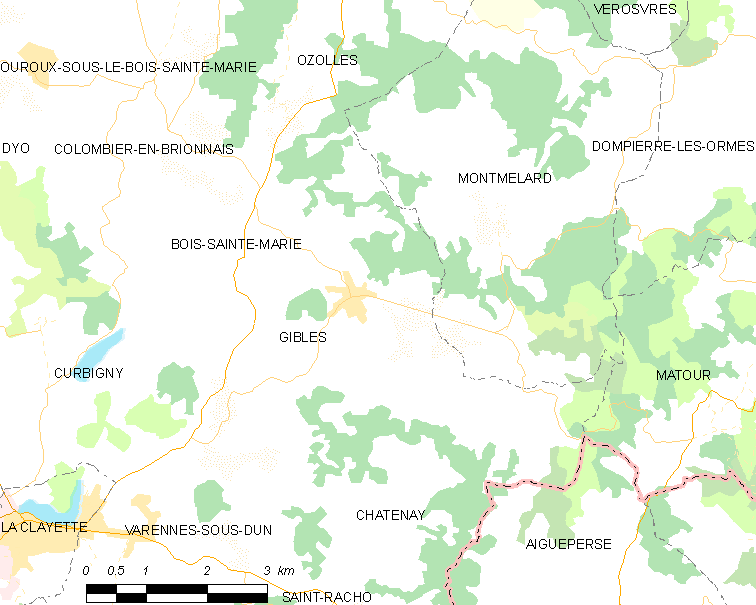
Carte de la commune.

## Géographie

### Hydrographie
De nombreux étangs et plans d'eau ponctuent le paysage giblotin avec entre autres les plus grands d'entre eux : l'étang des Grands moulins, l'étang du Palais et l'étang de Montrouant.

### Voies de communication et transports
La commune de Gibles se trouve à l'intersection des routes D 41 et D 25.La RCEA (Route Centre-Europe Atlantique) passe à moins de 20 kilomètres au nord de Gibles. L'autoroute A6 qui passe par Mâcon est à environ une cinquantaine de kilomètres à l'est.

### Climat
Pour des articles plus généraux, voir Climat de la Bourgogne-Franche-Comté et Climat de Saône-et-Loire.
En 2010, le climat de la commune est de type climat océanique dégradé des plaines du Centre et du Nord, selon une étude du Centre national de la recherche scientifique s'appuyant sur une série de données couvrant la période 1971-2000. En 2020, Météo-France publie une typologie des climats de la France métropolitaine dans laquelle la commune est exposée à un climat de montagne ou de marges de montagne et est dans la région climatique Centre et contreforts nord du Massif Central, caractérisée par un air sec en été et un bon ensoleillement.
Pour la période 1971-2000, la température annuelle moyenne est de 10,2 °C, avec une amplitude thermique annuelle de 16,7 °C. Le cumul annuel moyen de précipitations est de 986 mm, avec 12,4 jours de précipitations en janvier et 8,3 jours en juillet. Pour la période 1991-2020, la température moyenne annuelle observée sur la station météorologique de Météo-France la plus proche, « Matour_sapc », sur la commune de Matour à 8 km à vol d'oiseau, est de 11,0 °C et le cumul annuel moyen de précipitations est de 1 029,8 mm. 
La température maximale relevée sur cette station est de 39 °C, atteinte le 24 juillet 2019 ; la température minimale est de −16,4 °C, atteinte le 5 février 2012,,.
Les paramètres climatiques de la commune ont été estimés pour le milieu du siècle (2041-2070) selon différents scénarios d'émission de gaz à effet de serre à partir des nouvelles projections climatiques de référence DRIAS-2020. Ils sont consultables sur un site dédié publié par Météo-France en novembre 2022.

## Urbanisme

### Typologie
Au 1er janvier 2024, Gibles est catégorisée commune rurale à habitat très dispersé, selon la nouvelle grille communale de densité à sept niveaux définie par l'Insee en 2022.
Elle est située hors unité urbaine et hors attraction des villes,.

### Occupation des sols
L'occupation des sols de la commune, telle qu'elle ressort de la base de données européenne d’occupation biophysique des sols Corine Land Cover (CLC), est marquée par l'importance des territoires agricoles (77,1 % en 2018), une proportion identique à celle de 1990 (77,1 %). La répartition détaillée en 2018 est la suivante : prairies (62,8 %), forêts (21,2 %), zones agricoles hétérogènes (14,3 %), zones urbanisées (1,6 %). L'évolution de l’occupation des sols de la commune et de ses infrastructures peut être observée sur les différentes représentations cartographiques du territoire : la carte de Cassini (XVIIIe siècle), la carte d'état-major (1820-1866) et les cartes ou photos aériennes de l'IGN pour la période actuelle (1950 à aujourd'hui).

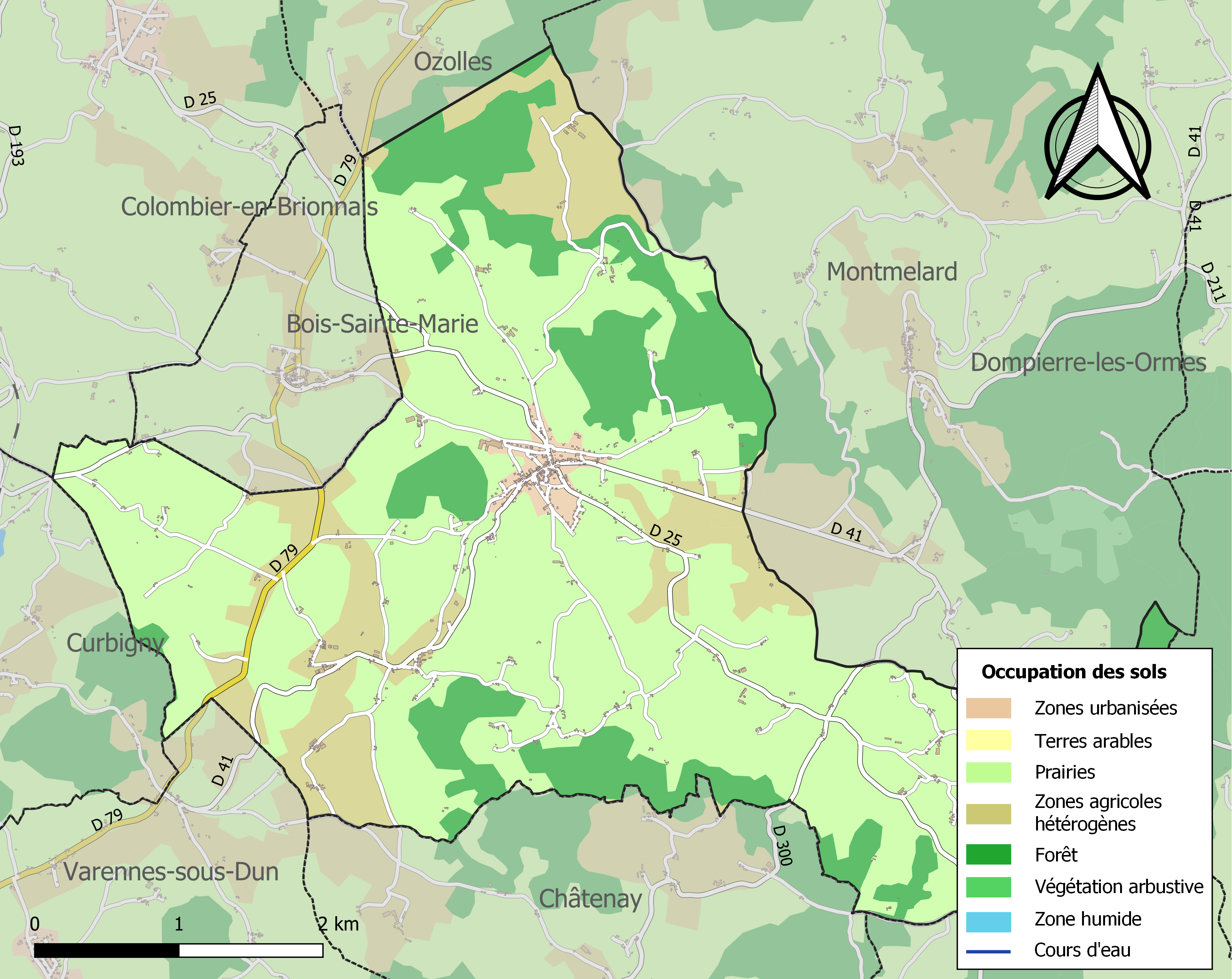
Carte des infrastructures et de l'occupation des sols de la commune en 2018 (CLC).

## Histoire
La construction de l'église actuelle débuta en 1851 à l'emplacement même d'une ancienne église plus petite. Sa consécration eut lieu le lundi 29 mai 1854 par l'évêque d'Autun[réf. nécessaire].
Jusqu'en 1940, la ligne de chemin de fer Roanne - Chalon traversait le village et s’arrêtait en gare. Avec la modernisation, la ligne Roanne - Chalon a vu son activité péricliter et il n'est plus resté ensuite que le tronçon La Clayette - Gibles qui fut arrêté officiellement le 4 janvier 1943[réf. nécessaire].

### Enseignement

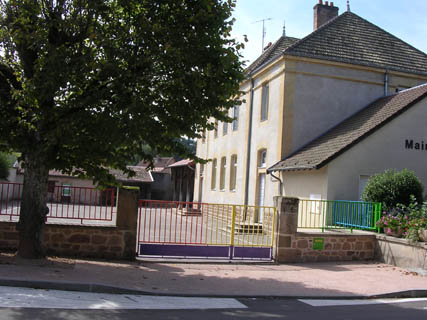
L'école publique de Gibles.

## Politique et administration

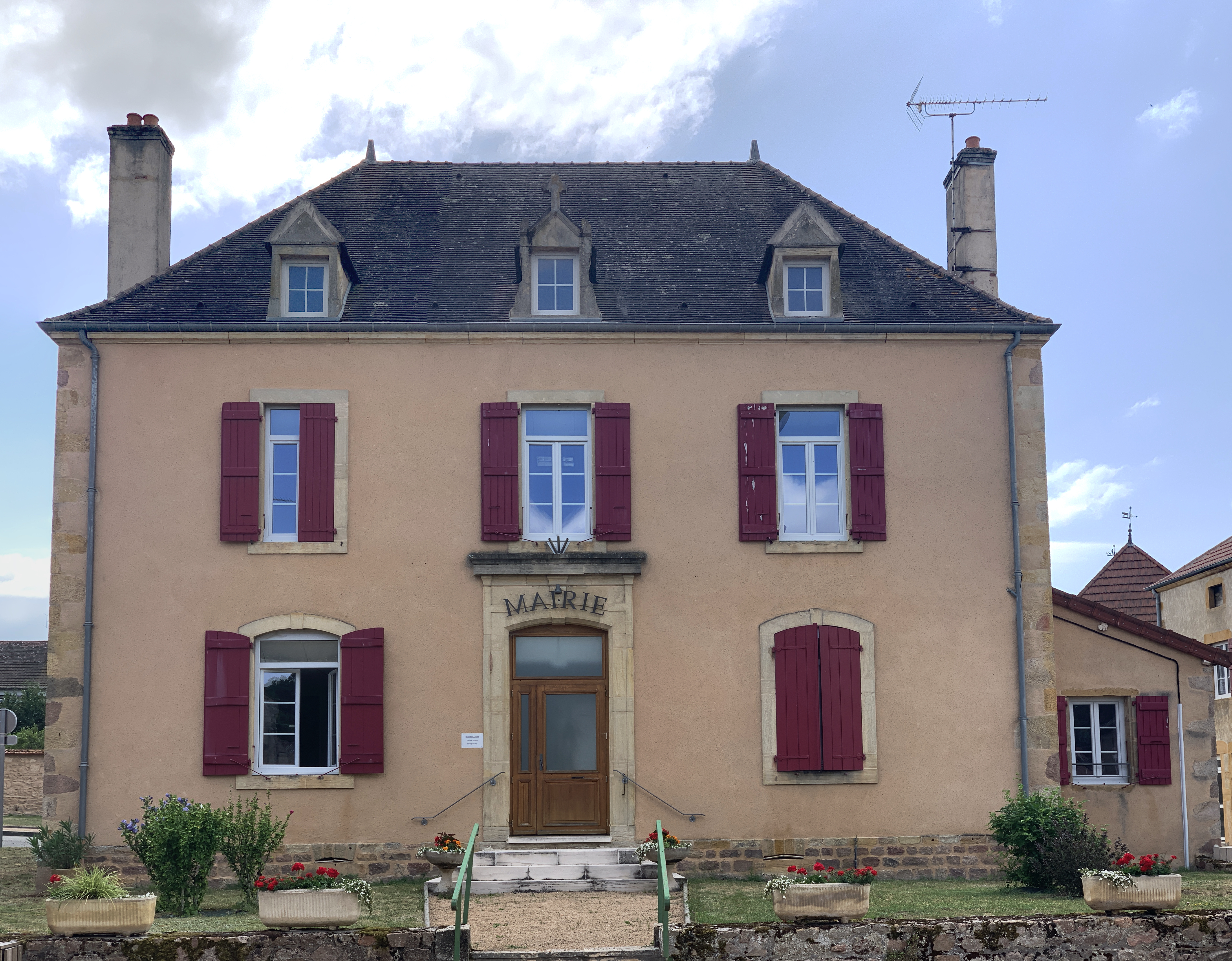
Mairie.

| Période   | Période   | Identité              | Étiquette | Qualité |
| --------- | --------- | --------------------- | --------- | ------- |
| ????      | mars 1959 | Pierre-Marie Braillon |           |         |
| mars 1959 | mars 1977 | Louis Gatille         |           |         |
| mars 1977 | juin 1995 | Jean Grisard          |           |         |
| juin 1995 | mars 2014 | Jean-Claude Renon     |           |         |
| mars 2014 | en cours  | Bernard Grisard       |           |         |

## Population et société

### Démographie
L'évolution du nombre d'habitants est connue à travers les recensements de la population effectués dans la commune depuis 1793. Pour les communes de moins de 10 000 habitants, une enquête de recensement portant sur toute la population est réalisée tous les cinq ans, les populations de référence des années intermédiaires étant quant à elles estimées par interpolation ou extrapolation. Pour la commune, le premier recensement exhaustif entrant dans le cadre du nouveau dispositif a été réalisé en 2004.

En 2022, la commune comptait 569 habitants, en évolution de −4,37 % par rapport à 2016 (Saône-et-Loire : −1,06 %, France hors Mayotte : +2,11 %).
| 1793  | 1800  | 1806  | 1821  | 1831  | 1836  | 1841  | 1846  | 1851  |
| ----- | ----- | ----- | ----- | ----- | ----- | ----- | ----- | ----- |
| 1 342 | 1 175 | 1 281 | 1 344 | 1 402 | 1 468 | 1 404 | 1 541 | 1 527 |

| 1856  | 1861  | 1866  | 1872  | 1876  | 1881  | 1886  | 1891  | 1896  |
| ----- | ----- | ----- | ----- | ----- | ----- | ----- | ----- | ----- |
| 1 560 | 1 485 | 1 532 | 1 522 | 1 290 | 1 346 | 1 305 | 1 306 | 1 252 |

| 1901  | 1906  | 1911  | 1921  | 1926 | 1931 | 1936 | 1946 | 1954 |
| ----- | ----- | ----- | ----- | ---- | ---- | ---- | ---- | ---- |
| 1 200 | 1 343 | 1 069 | 1 050 | 963  | 995  | 929  | 888  | 773  |

| 1962 | 1968 | 1975 | 1982 | 1990 | 1999 | 2004 | 2006 | 2009 |
| ---- | ---- | ---- | ---- | ---- | ---- | ---- | ---- | ---- |
| 750  | 729  | 677  | 680  | 604  | 608  | 640  | 663  | 633  |

| 2014 | 2019 | 2022 | - | - | - | - | - | - |
| ---- | ---- | ---- | - | - | - | - | - | - |
| 606  | 581  | 569  | - | - | - | - | - | - |

### L’école publique «l’étang des cartables»
Deux  classes : cycle 2 et cycle 3.

### L'école privée Saint-Martin
Une classe unique de maternelle.

### Manifestations culturelles et festivités
Plusieurs associations animent la vie du village tout au long de l'année avec par exemple :
- le comité des fêtes, qui organise notamment la fête patronale et la foire agricole ;
- le foyer rural, avec la Giblotine pédestre (randonnée sur plusieurs circuits balisés) ;
- La boule Giblotine, qui organise des concours.

### Santé
Les métiers de la santé sont également présents à Gibles, puisqu'on y trouve un médecin généraliste, un cabinet infirmier, une psychologue, une ostéopathe.

## Culture locale et patrimoine

### Lieux et monuments
- L'église, qui date de 1854 et a été construite d'après des plans dressés par l'architecte A. Berthier (de Mâcon)[17]. Le 22 novembre 1992, cette église a été inaugurée, après restauration, par monseigneur Raymond Séguy, évêque d'Autun, Chalon et Mâcon.
- Château de Montrouant.

### Aux alentours
- Le mont Saint-Cyr ;
- Le mont Dun ;
- Le château de la Clayette ;
- Le château de Drée ;
- Le Lab 71 ;
- L'arboretum de Pézanin, l'un des plus riches de France ;
- La Roche de Solutré.

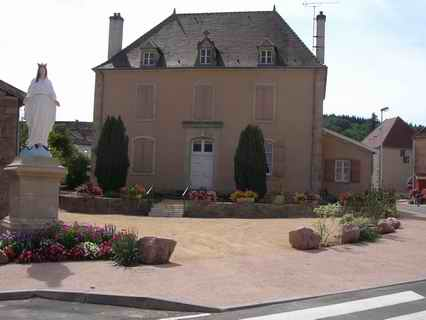
La mairie de Gibles.
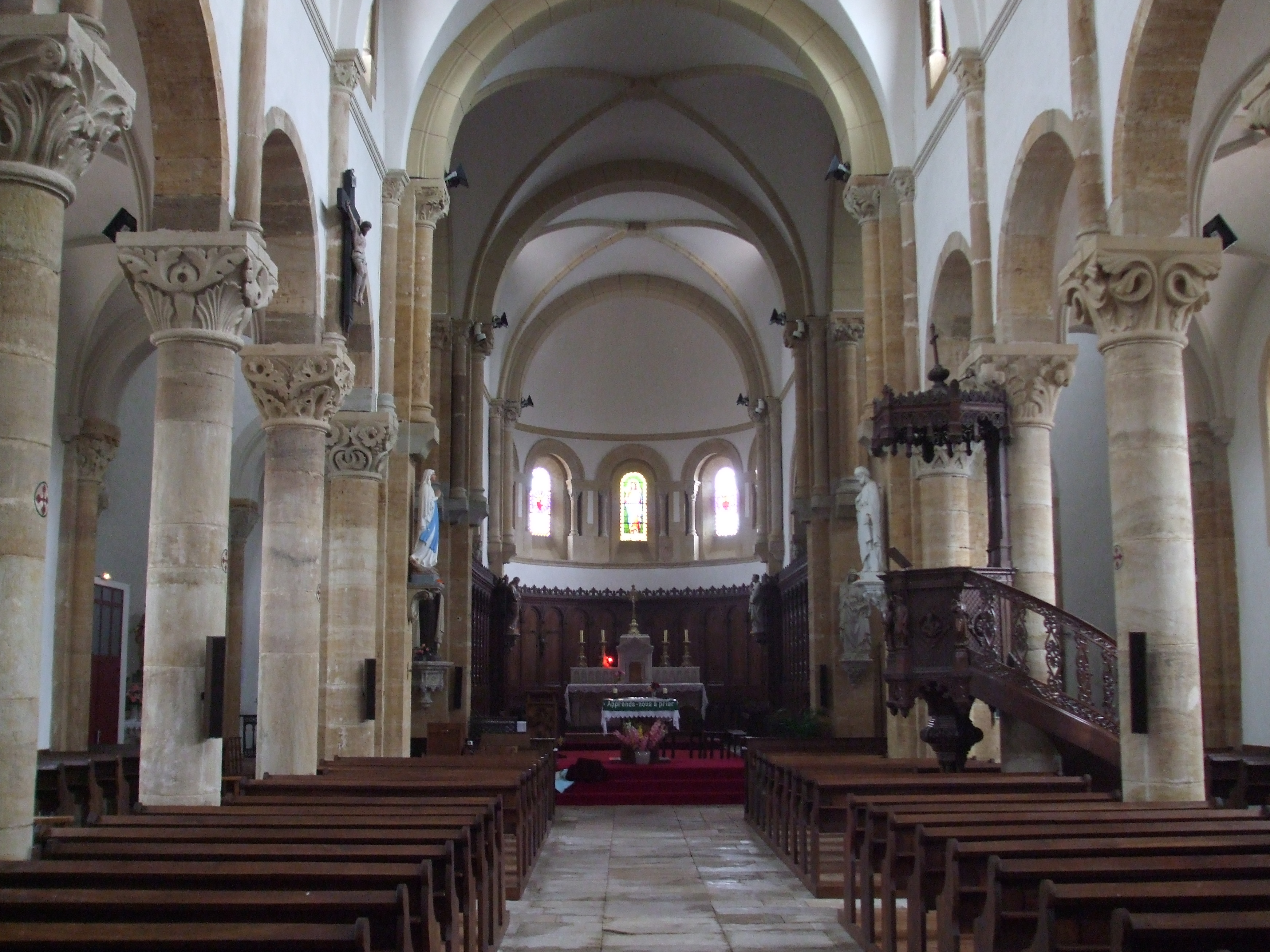
L'église du village.
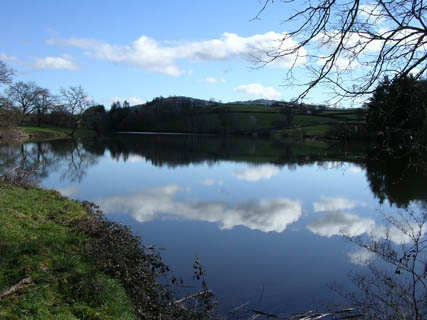
L'étang des Grands Moulins.
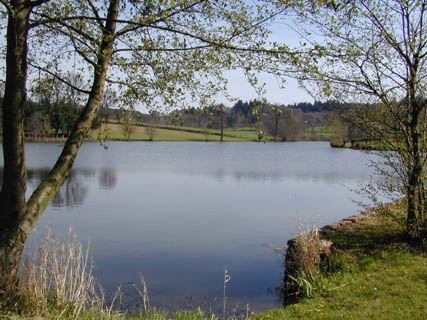
L'étang du Palais.
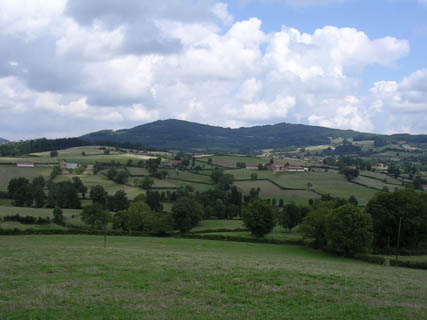
Le mont Saint-Cyr.

## Pour approfondir